# غلامعلی خطیب شهیدی
غلامعلی خطیب شهیدی نظامی ایرانی بود، که در دوره‌،  بیست و سوم  بعنوان نماینده تبریز در مجلس شورای ملی حضور داشت.
خطیب شهیدی در سال ۱۳۲۵ و با درجه سروانی، فرمانده گردان هشتپر بود و هدایت نیروهای ژاندارمری در عملیات آزادسازی آستارا از اشغال فرقه دموکرات آذربایجان را برعهده داشت. پس از آزادسازی شهر، وی به درجه سرگردی ارتقا یافته و مدت کوتاهی، فرماندار نظامی آستارا شد.